# 墨玉河
墨玉河，是緬甸若開邦的河流，得名自附近的墨玉山，長96公里，流向孟加拉湾北岸。
墨玉河也是若開邦第三大使用量的河流，流經孟都，布迪当、拉代當等城鎖，最後流向實兌。
墨玉河也是佛教與伊斯蘭教分界線:北面是穆斯林佔多數(因靠近孟加拉國)。